# Хитер 17
Хитер 17( ) је једноседа ваздухопловна једрилица, дрвене конструкције. Направљена је у Краљевини Југославија 1936. године у столарској фабрици Ђока Поповића из Ужица намењена обуци и тренажи спортских пилота и једриличара. 

## Пројектовање и развој
Ову једрилицу су конструисала браћа Урлих и Волфганг Хитер из Салцбурга (Аустрија) још док су били студенти. Жеља им је била да направе малу, једноставну и веома покретну једрилицу намењену једрењу по Алпима. Једрилица је добила назив према презимену конструктора а бројна вредност 17 је представљала жељену финесу. Планови једрилице су намењени самоградњи, били су доступни свима па је на основу њих направљено преко 100 једрилица у аерокубовима широм Европе.
Када су браћа Хитер направиле споразум са немачком фирмом за производњу једрилица Schempp-Hirth ова једрилица је препројектована, добила је ветробранско стакло од плексигласа и фиксни точак уместо скије. Овај тип једрилице добио је назив Göppingen Gö 5. После рата ова једрилица се производила под називом Hü 17b, имала је затворену кабину, аеродинамичке кочнице и нешто веће димензије.

### Технички опис
Једрилица Хитер 17 је мешовите конструкције (дрво и платно) а изведена је као висококрилни моноплан. Труп јој је дрвена конструкција шестоугаоног попречног пресека чији је предњи део обложен дрвеном лепенком а од крила према репу труп је обложен платном. Кабина је била отворена, на каснијим моделима са ветробраном од плексигласа. Једрилица је била опремљена најосновнијим инструментима за дневно летење. Као стајни трап овој једрилици је служио метални клизач причвршћен амортизерима од тврде гуме. На каснијим моделима је уграђиван и фиксан гумени точак. На репу једрилице налазила се еластична дрљача.
Крило је било равно, правоугаоног облика са заобљеним крајем. Модели Hü 17 и CAT 20 су имали крила са једном дрвеном рамењачом а послератни модели су имали крила са две рамењаче. Нападна ивица крила је била направљена у облику кутије обложене шпер плочом а остатак крила је био обложен импрегнираним платном. Аеропрофил крила је био Götingen 535 и NACA M-6 a виткост крила је била 10,2. Крила су косим подупирачима била ослоњена на труп једрилице а неки модели су били опремљени закрилцима и аеродинамичким кочницама.
Конструкција хоризонталног и вертикалног стабилизатора као и кормила били су изведени као и крило.

### Варијанте једрилица
- Hü 17 - полазни модел са размахом крила 9,7 m.
- Hü 17B - модел после Другог светског рата са повећаним размахом и већом сопственом тежином.
- Göppingen Gö 5 - модел који је производила фирма Schempp-Hirth.
- TG-24 - модел инспирисан са Gö 5 који је пројектовн за USAAF (Ваздухопловство САД).
- CAT 20 - италијански модел произвођен на основу лиценце 1938. год. направљено је преко 20 примерака.

## Карактеристике
Карактеристике наведене овде се односе на једрилицу Хитер 17 а према изворима
| Финеса      | 1 : 17 при брзини 64 km/h |
| Перформансе | - максимална брзина 160 km/h - минимална брзина km/h - минимално пропадање 0,98 m/s при брзини 64 km/h                                                                    |
| Димензије   | - размах крила 9,69m - дужина 5,18m - висина m - површина крила 9,20m² - аеропрофил крила корен Gö 535 а врх NACA M-6 - виткост 10,2 - макс. оптеречење крила; 17,2 kg/m² |
| Маса        | - сопствена 65 kg - носивост 93 kg - полетна 158 kg - водени баланс; нема                                                                                                 |

## Оперативно коришћење
У Краљевини Југославија је направљено две једрилице овог типа, модел Hü 17, 1936. године. Једна је регистрована ознаком YU-OPLENAC и припадала је Обласном одбору Крагујевац Краљевског југословенског аероклуба "Наша крила", а друга је регистрована ознаком YU-STUDENT и припадала је Једриличарском центру "Златибор". Обе ове једрилице су нестале у вихору Другог светског рата.

## Сачувани примерци
Код нас није сачувана ова једрилица, али се може видети у Техничком музеју у Бечу, Deutsches-museum, National Soaring Museum у Њујорку и Australian Gliding Museum-у. Током осамдесетих година, једрилице овог типа су још увек летели у Аустралији, Западној Немачкој, Великој Британији и Сједињеним Државама. У Америци је од јулу 2011. регистрована једна једрилица овог типа код Америчке савезне управе за ваздухопловство у категорији експериментално - изложбени, а изграђен је (реплика) 1990. године.

## Земље које су користиле ову једрилицу
| - Аустрија - Трећи рајх - Летонија - Краљевина Југославија - Швајцарска | - Аустралија - Западна Немачка - Велика Британија - Шведска - САД |